# 2021-es Leagues Cup
A 2021-es Leagues Cup volt a 2. alkalommal megrendezett észak-amerikai nemzetközi labdarúgókupa, melyen az MLS és a Liga MX 4–4 csapata vehetett részt.
A bajnoki trófeát a mexikói León szerezte meg, a kupa történetében először. A gólkirályi címet Ángel Mena nyerte el.

## Csapatok
Az amerikai csapatoknál a 2020-as alapszakaszban, míg a mexikóiaknál a 2020–21-es összesített tabellán elért eredményüket vették figyelembe.
| Csapat               | Helyezés    |
| -------------------- | ----------- |
| Sporting Kansas City | 1 (nyugati) |
| Seattle Sounders     | 2 (nyugati) |
| Orlando City         | 4 (keleti)  |
| New York City        | 5 (keleti)  |

| Csapat        | Helyezés |
| ------------- | -------- |
| León          | 3        |
| Tigres UANL   | 5        |
| Santos Laguna | 6        |
| UNAM          | 7        |

## Eredmények

### Negyeddöntő
| 2021. augusztus 10. 20:00 (EDT) |

| Sporting Kansas City | 1–6 | León                                                             |
| -------------------- | --- | ---------------------------------------------------------------- |
| Duke 61'             |     | Colombatto 16' Fernández 27' 44' Mena 62' Meneses 72' Dávila 79' |

| Children’s Mercy Park, Kansas City, Kansas Nézőszám: 15 579 Játékvezető: Juan Gabriel Calderón (Costa Rica) |

| 2021. augusztus 10. 22:00 (EDT) |

| Seattle Sounders                               | 3–0 | Tigres UANL |
| ---------------------------------------------- | --- | ----------- |
| Ruidíaz 23' (11-esből) Montero 64' Lodeiro 70' |     |             |

| Lumen Field, Seattle, Washington Nézőszám: 17 077 Játékvezető: John Pitti (Panama) |

| 2021. augusztus 11. 20:00 (EDT) |

| New York City   | 1–1 | UNAM        |
| --------------- | --- | ----------- |
| Castellanos 61' |     | Rogério 72' |
| Büntetőpárbaj   |     |             |
|                 | 2–3 |             |

| Yankee Stadion, New York, New York Nézőszám: 17 276 Játékvezető: Oshane Nation (Jamaica) |

| 2021. augusztus 12. 19:00 (EDT) |

| Orlando City | 0–1 | Santos Laguna |
| ------------ | --- | ------------- |
|              |     | Otero 30'     |

| Exploria Stadion, Orlando, Florida Nézőszám: 750 Játékvezető: Selvin Brown (Honduras) |

### Elődöntő
| 2021. szeptember 14. 22:00 (EDT) |

| Seattle Sounders | 1–0 | Santos Laguna |
| ---------------- | --- | ------------- |
| Ruidíaz 90+3'    |     |               |

| Lumen Field, Seattle, Washington Nézőszám: 12 201 Játékvezető: Keylor Herrera (Costa Rica) |

| 2021. szeptember 15. 20:00 (EDT) |

| León                      | 2–0 | UNAM |
| ------------------------- | --- | ---- |
| Colombatto 16' Ormeño 68' |     |      |

| BBVA Stadion, Houston, Texas Nézőszám: 10 928 Játékvezető: Walter López (Guatemala) |

### Döntő
| 2021. szeptember 22. 22:00 (EDT) |

| León                                  | 3–2 | Seattle Sounders         |
| ------------------------------------- | --- | ------------------------ |
| Mena 61' 81' (11-esből) Gigliotti 85' |     | Roldan 48' Benezet 90+2' |

| Allegiant Stadion, Paradise, Nevada Nézőszám: 24 824 Játékvezető: Iván Barton (Salvador) |

A León csapata nyerte meg a kupát.

## Góllövőlista
| Helyezés | Játékos             | Csapat           | Gólok |
| -------- | ------------------- | ---------------- | ----- |
| 1        | Ángel Mena          | León             | 3     |
| 2        | Santiago Colombatto | León             | 2     |
| 2        | Omar Fernández      | León             | 2     |
| 2        | Raúl Ruidíaz        | Seattle Sounders | 2     |